# Cassida viridis

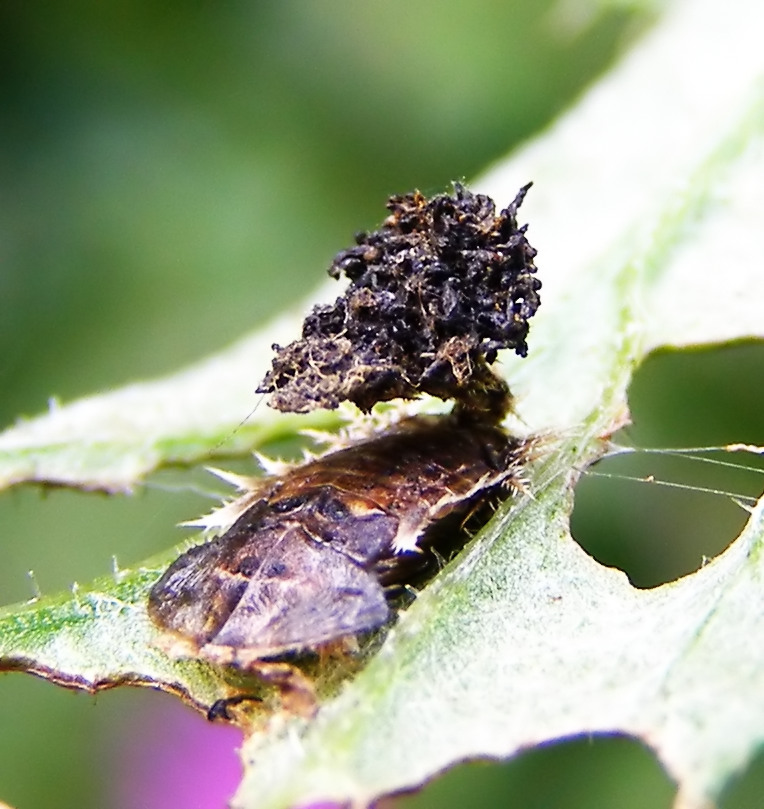
Larva de Cassida viridis con escudo fecal

Cassida viridis es un coleóptero de la familia Chrysomelidae. Mide de 8.5 a 10 mm. Color verde brillante en el dorso y negro en el vientre. Los adultos se encuentran de abril a octubre. La larva es espinosa y lleva sus excrementos sobre el dorso. Generalmente se los encuentra en sus plantas alimenticias, especialmente especies de mentas y otras plantas de la familia Lamiaceae. 
Fue descrita científicamente en 1988 por Medvedev & Eroshkina.
Es de distribución paleártica y del norte de África. Recientemente se los ha encontrado en Norteamérica. Mas recientemente, se lo ha encontrado en Salento, Colombia.